# Matteuskerk (Eindhoven)
De Matteuskerk was een rooms-katholieke parochiekerk aan de Suikerpeerstraat 1 in het Eindhovense stadsdeel Woensel, in de buurt Vaartbroek.

## Geschiedenis
Oorspronkelijk kerkte men in een noodkerk. In 1969 werd hier het Matteuskoor opgericht. In 1972 werd de uiteindelijke Matteuskerk gebouwd. Het betrof een laag, zeskantig gebouw in beton en witte baksteen. 
In het gebouw werden 35 jaar lang ook kunsttentoonstellingen gehouden. In 2012 kwam daar een eind aan. Op 9 juni 2013 werd de laatste Mis in het gebouw opgedragen, waarna het werd onttrokken aan de eredienst.